# 本尼迪克 (喬治亞州)
本尼狄克（英語：Benedict）是位於美國喬治亞州波爾克縣的一個非建制地區。該地的面積和人口皆未知。

## 地理
本尼狄克的座標為33°58′26″N 85°15′26″W / 33.97389°N 85.25722°W，而該地的平均海拔高度為247米（即810英尺）。